# Lokomotiva Tomáš: Cesta z ostrova Sodor
Lokomotiva Tomáš: Cesta z ostrova Sodor je britský animovaný film z roku 2017. Režisérem filmu je duo David Stoten. Hlavní role ve filmu ztvárnil Mark Moraghan.

## Recenze
- ČSFD – 63 %

## České znění
| Bohuslav Kalva     | vypravěč, James a titulky        |
| Vojtěch Hájek      | Tomáš                            |
| Svatopluk Schuller | Merlin                           |
| Petra Tišnovská    | Frankie a otravný vůz            |
| Ivo Hrbáč          | Hurikán                          |
| Radovan Vaculík    | Theo, Percy a otravný vůz        |
| Radka Stupková     | Lexi                             |
| Tomáš Juřička      | Beresford a Gordon               |
| Libor Terš         | Tlustý přednosta, Henry a Edward |
| Klára Šumanová     | Emily, Rossie a otravný vůz      |
| Roman Hájek        |                                  |
| Pavel Tesař        |                                  |
| Petr Neskusil      |                                  |
| Jan Maxián         | Tomáš                            |
| Ivo Hrbáč          | James a Hurikán                  |
| Tomáš Juřička      | Beresford                        |
| Petra Tišnovská    | Frankie                          |
| Radovan Vaculík    | Theo                             |
| Radka Stupková     | Lexi                             |
| Svatopluk Schuller | Merlin                           |

Režie – Klára Šumanová. České znění vyrobilo Studio Bär dabing pro Televizní studio Minimax v roce 2017.